# Short Admiralty Type 827
El Short Type C fue un hidroavión de reconocimiento biplaza británico de la década de 1910. También fue conocido como Short Admiralty Type 827.

## Diseño y desarrollo

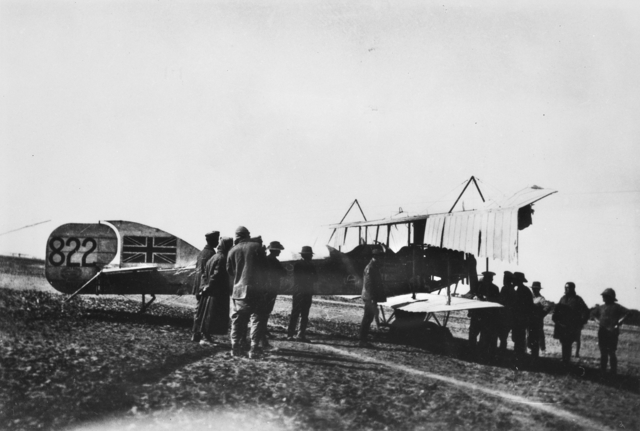
El primer Short Type 827 de producción con miembros del Australian Flying Corps.

El Short Admiralty Type 827 era un biplano de dos vanos con alas rectas de envergaduras desiguales, un desarrollo ligeramente más pequeño del Short Admiralty Type 166. Poseía un fuselaje de sección de caja montado sobre el ala inferior. Tenía dos flotadores debajo del fuselaje delantero, además de pequeños flotadores instalados en las puntas de las alas y en la cola. Estaba propulsado por un motor Sunbeam Nubian de 116 kW (155 hp) montado en el morro, con una hélice tractora bipala. Los dos tripulantes se sentaban en cabinas abiertas en tándem.
El avión fue construido por Short Brothers (36 aviones) y también por diferentes contratistas en el Reino Unido: Brush Electrical (20), Parnall (20), Fairey (12) y Sunbeam (20).
El Short Type 830 fue una variante propulsada por un motor radial Salmson de 100 kW (135 hp) refrigerado por agua.

## Variantes
Type 827
Aviones de producción con motor Sunbeam Nubian, 108 construidos.
Type 830
Variante propulsada por un Salmson de 100 kW (135 hp), 18 construidos.
S.301
Un lote de diez hidroaviones tractores, catalogados oficialmente como Type 830, con un motor Salmson-Canton-Unné de 104 kW (140 hp), a veces descritos como Short S.301 por el número de secuencia/construcción del primer avión. Era un diseño híbrido, con las alas y fuselaje del Short Type 166, y los alerones de bordes rectos y la posición de observador delantera del Type 830.

## Operadores
Bélgica
- Fuerza Aérea Belga

 Reino Unido
- Real Servicio Aéreo Naval

## Especificaciones
Referencia datos: Orbis 1985

### Características generales
- Tripulación: Dos (piloto y observador)
- Longitud: 10,7 m (35,2 ft)
- Envergadura: 16,4 m (53,9 ft)
- Altura: 4,1 m (13,5 ft)
- Superficie alar: 47 m² (505,9 ft²)
- Peso vacío: 1225 kg (2699,9 lb)
- Peso cargado: 1542 kg (3398,6 lb)
- Planta motriz: 1× motor lineal V8 refrigerado por agua Sunbeam Nubian.
  - Potencia: 110 kW (152 HP; 150 CV)
- Hélices: Bipala de paso fijo

### Rendimiento
- Velocidad máxima operativa (Vno): 100 km/h (62 MPH; 54 kt)
- Alcance: 3 h 30 min

### Armamento
- Ametralladoras: 

  - 1x Lewis de 7,7 mm en montaje flexible en cabina trasera
- Bombas: Provisión para llevar bombas ligeras en soportes subalares

## Aeronaves relacionadas

### Desarrollos relacionados
- Short Admiralty Type 166

### Secuencias de designación
- Secuencia Numérica (interna de Admiralty): ← 184 - 806 - 807 - 827 - 830 - 840 - 860 - 880 →